# Fathers and Daughters
Fathers and Daughters —en España De padres a hijas— es una película dramática italo-estadounidense dirigida por Gabriele Muccino y protagonizada por Russell Crowe, Amanda Seyfried y Kylie Rogers. Basada en el guion escrito en 2012 por Brad Desch.

## Argumento
Jake Davis (Russell Crowe) es un novelista ganador del Premio Pulitzer. Su vida no es nada fácil ya que debe lidiar con la educación de su hija de 5 años después de la dramática muerte de su mujer en un accidente de coche. 
La educación de Katie en Nueva York no resulta nada sencilla. Jake es mentalmente inestable debido a sus crisis nerviosas. Veinte años más tarde, Katie (Amanda Seyfried), se convierte en una Trabajadora Social que hace frente a las consecuencias de su difícil infancia atendiendo a niños con problemas psicológicos.

## Reparto
- Russell Crowe es Jake Davis.[1]
- Amanda Seyfried es Katie Davis.[1]
- Kylie Rogers es Katie Davis de pequeña.
- Aaron Paul es Cameron.[1]
- Diane Kruger es Elizabeth.[2]
- Quvenzhané Wallis es Lucy.[2]
- Janet McTeer es Carolyn.[2]
- Octavia Spencer es Dr. Korman[2]
- Jane Fonda es Teddy Stanton.[3]
- Bruce Greenwood es William.[3]
- Michelle Veintimilla es la mujer del apartamento de Cameron.

## Producción

### Desarrollo
Gabriele Muccino fue contratado para dirigir la película enl 2013, durante el festival de Cannes Festival de cine. Russell Crowe fue el primer actor en unirse al reparto, más tarde Amanda Seyfried .

### Casting
En noviembre, Aaron Paul fue contratado para interpretar el interés amoroso de Seyfried. Las actrices Diane Kruger, Octavia Spencer y Quvenzhané Wallis fueron contratadas durante la celebración del Festival de cine de Berlín. Ese mismo mes, Janet McTeer también fue contratada.  En abril de 2014, se anunció que Jane Fonda y Bruce Greenwood también se unieron al reparto de la película.

### Grabación
La película fue filmada íntegramente en Pittsburgh, Pensilvania. La grabación se inició el 14 de abril de 2014 en Pittsburgh.

## Música
El 25 de mayo de 2014 James Horner fue contratado para componer la música para la película, pero el 26 de septiembre, Paolo Buonvino reemplazó a Horner.